# Human Appropriation of Net Primary Production
Der Human Appropriation of Net Primary Production (HANPP) ist ein sozialökologischer Indikator, der den gesellschaftlich angeeigneten Anteil an der in einem Ökosystem vorhandenen Biomasse bzw. Nettoprimärproduktion angibt. Er ist ein methodisches Werkzeug, mit dem die Intensität menschlicher Eingriffe in Natursysteme quantifiziert und auf ihre ökologische Nachhaltigkeit hin überprüft werden kann. Im Gegensatz zum ökologischen Fußabdruck bildet der HANPP nicht den absoluten Umfang der Landnutzung ab, sondern deren Intensität.
In der Aktualisierung der planetaren Grenzen des Jahres 2023 wird HANPP verwendet, um die funktionelle Diversität in der überschrittenen Dimension der Integrität der Biosphäre zu beschreiben.

## Anwendungsbereiche
Ausgangspunkt für die Ermittlung des HANPP ist die Nettoprimärproduktion (NPP), also die Menge an Biomasse, die von photoautotrophen Organismen, vor allem grünen Pflanzen in einem Ökosystem, produziert wird. Im Gegensatz zur Primärproduktion ist darin nicht die für die Photosynthese notwendige Sonnenenergie enthalten, sondern nur die in Biomasse gespeicherte Energie. Die Nettoprimärproduktion ist die Energiebasis für alle heterotrophe Organismen, zu denen auch der Mensch zählt. Dieser beeinflusst durch Landnutzungspraktiken die in der Biosphäre vorhandene Biomasse. Zu diesen Praktiken zählen unter anderem die Umwandlung natürlicher Systeme in Agrarsysteme oder die Errichtung von Infrastruktur. Durch die Berechnung des HANPP können die Folgen dieser Eingriffe in die Natur quantifiziert werden.
In der Praxis kann mit dem HANPP-Index zum Beispiel die Veränderung der vorhandenen Biomasse eines bestimmten Raums über einen längeren Zeitraum analysiert werden.

## Berechnung
Eine HANPP-Analyse kann auf globaler Ebene, auf nationaler Ebene oder für eine geographische Region durchgeführt werden.
Der HANPP berechnet sich wie folgt:
HANPP = ∆NPPLC + NPPh
mit:
∆NPPLC = NPP0 − NPPact
- ∆NPPLC beschreibt die Landnutzungsveränderung (Landuse Change)
- NPP0 beschreibt die potentiell mögliche Vegetation
- NPPact beschreibt die aktuelle Vegetation
- NPPh beschreibt die Biomasse, welche von Menschen geerntet wird und welche bei der Ernte zerstört wurde (harvest)

Konkret zusammengefasst, bildet der HANPP ein Maß, welches angibt, wie viel der potenziell möglichen Vegetation nach der Ernte vom Menschen entnommen wurde.

## Wissenschaftliche Rezeption des HANPP
Vorteile des HANPP sind unter anderem, dass die Datengrundlage leicht aus statistischen Fernerkundungsdaten gewonnen werden können. Auch die Tatsache, dass die Daten für sehr lange Zeitreihen generierbar sind und ohne subjektive Bewertung berechenbar sind, werden positiv hervorgehoben.
Problematisch ist jedoch, dass es keine ausreichende vereinheitlichte Theorie der ökologischen Bestimmungsgrößen von Biodiversität gibt.

## Belege
1. ↑  Erb K.-H., Krausmann F., Gaube V., Gingrich S., Bondeau A.: Analyzing the global human appropriation of net primary production — processes, trajectories, implications. An introduction. In: Ecological Economics. Band 69, 2009, S. 250–259
2. ↑  Veronika Gaube, Helmut Haberl, Karl-Heinz Erb: Biophysical Indicators of Society–Nature Interaction: Material and energy flow analysis, human appropriation of net primary production and the ecological footprint. In: Methods of Sustainability Research in the Social Sciences. SAGE Publications, Ltd, 55 City Road 2013, S. 114–132, doi:10.4135/9781526401748.n6 (sagepub.com [abgerufen am 30. Juni 2021]).
3. ↑  Katherine Richardson et al.: Earth beyond six of nine planetary boundaries. In: Science Advances. Band 9, Nr. 37, 2023, eadh2458, doi:10.1126/sciadv.adh2458.
4. ↑  Veronika Gaube, Helmut Haberl, Karl-Heinz Erb: Biophysical Indicators of Society–Nature Interaction: Material and energy flow analysis, human appropriation of net primary production and the ecological footprint. In: Methods of Sustainability Research in the Social Sciences. SAGE Publications, Ltd, 55 City Road 2013, S. 114–132, doi:10.4135/9781526401748.n6 (sagepub.com [abgerufen am 30. Juni 2021]).
5. ↑  Helmut Haberl, Niels B. Schulz, Christoph Plutzar, Karl Heinz Erb, Fridolin Krausmann: Human appropriation of net primary production and species diversity in agricultural landscapes. In: Agriculture, Ecosystems & Environment. Band 102, Nr. 2, April 2004, ISSN 0167-8809, S. 213–218, doi:10.1016/j.agee.2003.07.004.